# Route 251 (Québec)
Pour les articles homonymes, voir Route 251.
La route 251 (R-251) est une route régionale québécoise d'orientation nord / sud située sur la rive sud du fleuve Saint-Laurent. Elle dessert la région administrative de l'Estrie.

## Tracé
L'extrémité sud de la route 251 se situe à Saint-Herménégilde sur la route 141 alors que son extrémité nord est située à Cookshire-Eaton sur la route 108. Elle comporte une section en gravier de 10 km, entre Saint-Herménégilde et Sainte-Edwidge-de-Clifton.

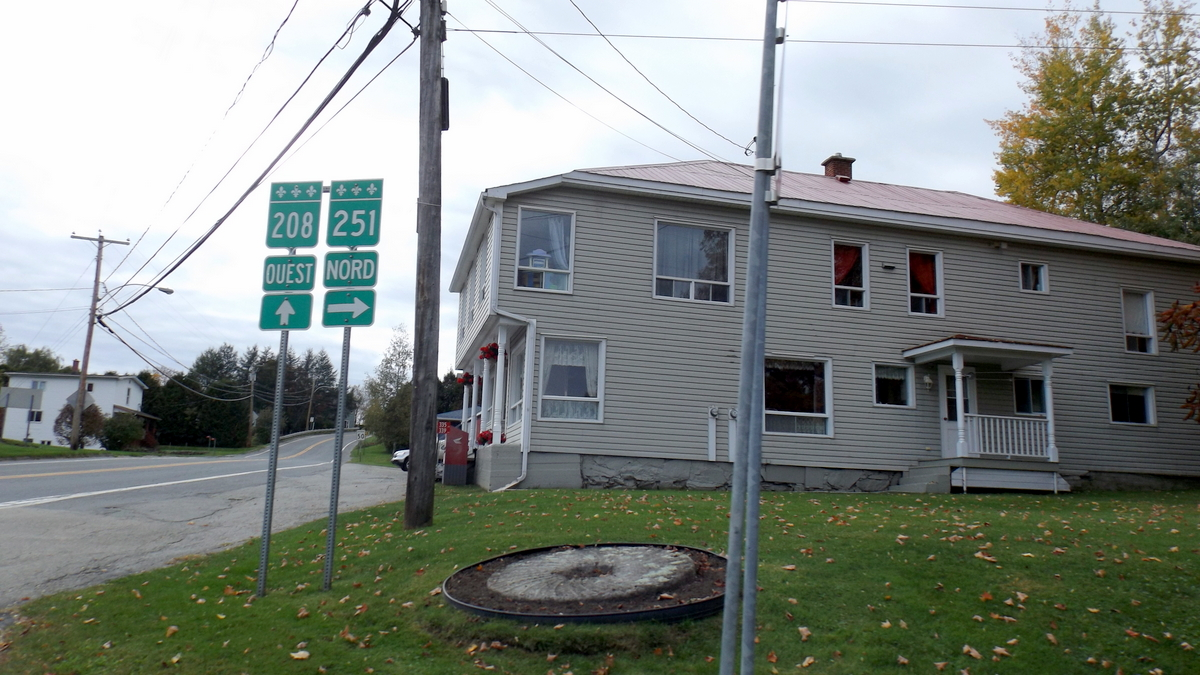
Jonction des routes 208 et 251 à Martinville.
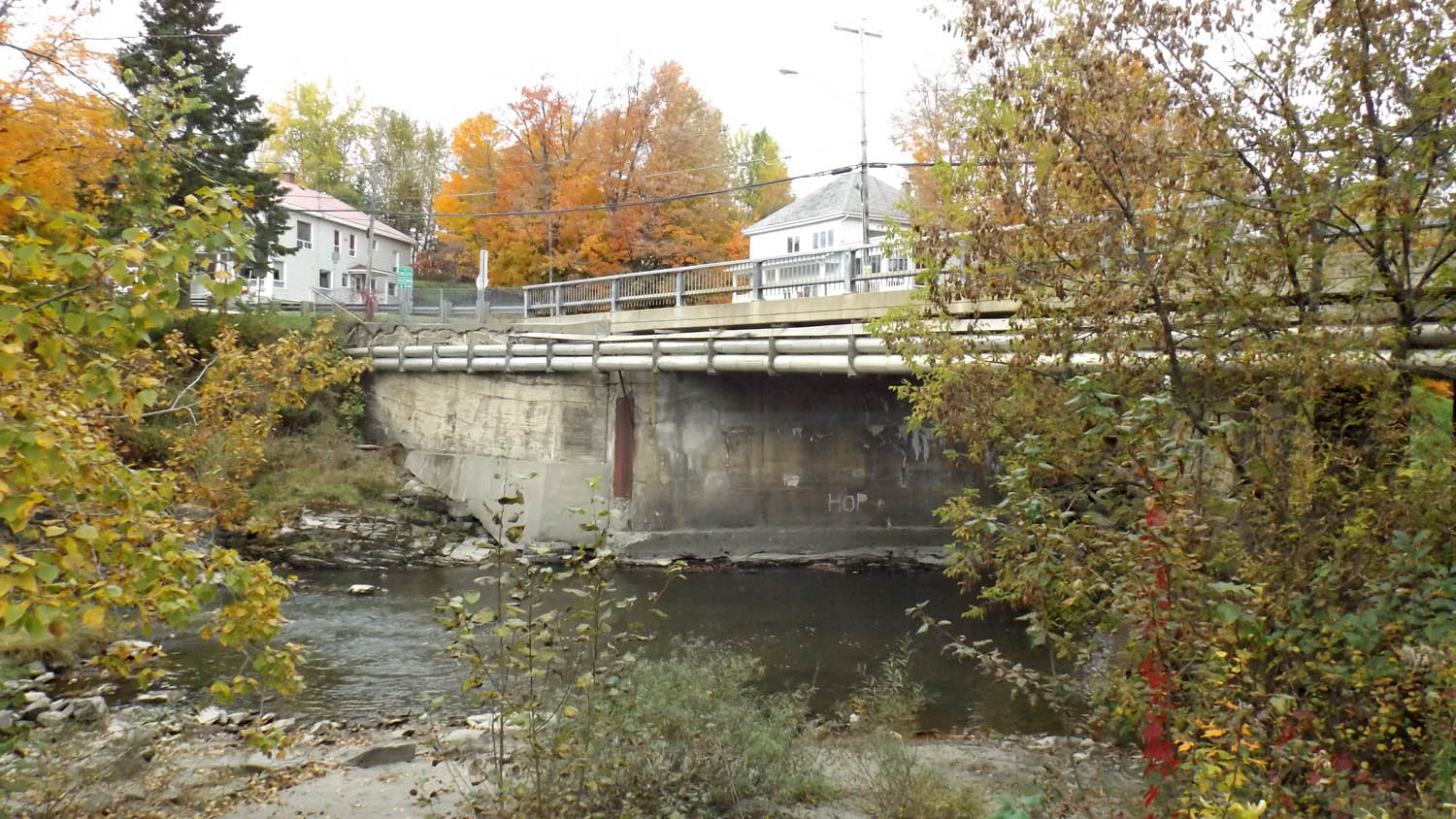
Pont sur la rivière aux Saumons.

## Localités traversées (du sud au nord)
Liste des municipalités dont le territoire est traversé par la route 251, regroupées par municipalité régionale de comté.

### Estrie
Coaticook
- Saint-Herménégilde
- Sainte-Edwidge-de-Clifton
- Martinville
- Compton

Le Haut-Saint-François
- Cookshire-Eaton

## Intersections majeures
| MRC                     | Municipalité              | km    | Destinations                        | Notes                                    |
| ----------------------- | ------------------------- | ----- | ----------------------------------- | ---------------------------------------- |
| Coaticook               | Saint-Herménégilde        | 0,00  | R-141 – Vermont (USA), Coaticook    |                                          |
| Coaticook               | Sainte-Edwidge-de-Clifton | 14,20 | R-206 est – Saint-Malo              | Terminus sud du multiplex avec la R-206  |
| Coaticook               | Sainte-Edwidge-de-Clifton | 14,90 | R-206 ouest – Coaticook             | Terminus nord du multiplex avec la R-206 |
| Coaticook               | Martinville               | 24,90 | R-208 ouest – Compton               | Terminus est de la R-208                 |
| Le Haut-Saint-François  | Cookshire-Eaton           | 38,40 | R-108 – Sherbrooke, Cookshire-Eaton |                                          |
| - Terminus de multiplex |                           |       |                                     |                                          |